# Álex Abrines
Alexandre "Álex" Abrines Redondo (Palma de Mallorca, 1 de agosto de 1993), é um jogador de basquetebol profissional espanhol que atualmente está desemprego. Sua última equipe foi o Oklahoma City Thunder, na NBA.

## Carreira

### Espanha (2010–2016)
Abrines juntou-se ao clube espanhol Barcelona em julho de 2012, em uma troca com o Unicaja Málaga por Fran Vázquez.
Em 27 de junho de 2013, Abrines foi selecionado pelo Oklahoma City Thunder na segunda rodada do Draft da NBA como a 32ª escolha geral.
Em 19 de maio de 2015, Abrines assinou contrato com o Barcelona até 2019.
Em 19 de julho de 2016, Abrines deixou o Barcelona e se juntou ao Thunder.

### Oklahoma City Thunder (2016–presente)
Em 23 de julho de 2016, Abrines assinou contrato com o Oklahoma City Thunder. Ele fez sua estreia na abertura da temporada, em 26 de outubro, saindo do banco e marcando três pontos em uma vitória por 103–97 sobre o Philadelphia 76ers. Em 21 de dezembro, ele converteu cinco arremessos de três e terminou o jogo com 18 pontos, sua maior pontuação na carreira, em uma vitória por 121–110 sobre o New Orleans Pelicans. Em 24 de fevereiro de 2017, em seu primeiro jogo como titular, Abrines estabeleceu uma nova marca mais alta na carreira com 19 pontos em uma vitória por 110–93 sobre o Los Angeles Lakers.
O ala-armador permaneceu na equipe até fevereiro de 2019, apesar de estar afastado tratando de problemas pessoais há várias semanas. O Thunder decidiu finalizar seu contrato, transformando-o em agente livre.

## Carreira na seleção nacional
Abrines fez parte das equipes de base da Espanha. Ganhou a medalha de ouro no Campeonato Europeu Sub-18 em 2011, onde foi nomeado para o All-Tournament Team e eleito o MVP do torneio, e ganhou a medalha de bronze no Campeonato Europeu Sub-20 em 2012.

## Prêmios e homenagens
- Seleção da Espanha:
  - Jogos Olímpicos:
    -  Medalha de Bronze 2016